# Lucas Mondelo
Lucas Mondelo García (L'Hospitalet de Llobregat, 28 luglio 1967) è un allenatore di pallacanestro spagnolo.

## Carriera

### Nazionale
Dal 2012 è l'allenatore della nazionale di pallacanestro femminile della Spagna.
Nel 2013, 2017 e 2019 ai campionati europei femminili diventa campione d'Europa.

## Palmarès

### Club
- Liga Femenina de Baloncesto: 1

Avenida: 2010-11
- Eurolega: 2

Avenida: 2010-11; Dinamo Kursk: 2016-17
- WCBA: 3

Shanxi Flame: 2012-13, 2013-14, 2014-15

### Nazionale
- Europei: 3

Spagna: 2013, 2017, 2019